# Ryan Nyambe
Ryan Simasiku Nyambe (ur. 4 grudnia 1997 w Katima Mulilo) – namibijski piłkarz grający na pozycji prawego obrońcy. Od 2023 jest zawodnikiem klubu Derby County.

## Kariera klubowa
Swoją karierę piłkarską Nyambe rozpoczął w klubie Blackburn Rovers. W 2015 roku awansował do kadry pierwszej drużyny, a 19 listopada 2016 zadebiutował w niej w rozgrywkach EFL Championship w wygranym 3:2 domowym meczu z Brentford. W sezonie 2016/2017 spadł z Blackburn do EFL League One, ale sezon później wrócił z nim do Championship. Zawodnikiem Blackburn był do końca sezonu 2021/2022.
Latem 2022 Nyambe przeszedł do Wigan Athletic. Swój debiut w nim zanotował 6 sierpnia 2022 w zremisowanym 1:1 wyjazdowym spotkaniu z Norwich City. W sezonie 2022/2023 spadł z Wigan do League One.
W 2023 roku Nyambe został piłkarzem Derby County. Swój debiut w Derby zaliczył 23 września 2023 w zwycięskim 2:0 wyjazdowym meczu z Carlisle United.
| Sezon   | Klub             | Kraj   | Rozgrywki    | Mecze | Bramki |
| ------- | ---------------- | ------ | ------------ | ----- | ------ |
| 2015/16 | Blackburn Rovers | Anglia | Championship | 0     | 0      |
| 2016/17 | Blackburn Rovers | Anglia | Championship | 25    | 0      |
| 2017/18 | Blackburn Rovers | Anglia | League One   | 29    | 0      |
| 2018/19 | Blackburn Rovers | Anglia | Championship | 29    | 0      |
| 2019/20 | Blackburn Rovers | Anglia | Championship | 31    | 0      |
| 2020/21 | Blackburn Rovers | Anglia | Championship | 38    | 0      |
| 2021/22 | Blackburn Rovers | Anglia | Championship | 31    | 0      |
| 2022/23 | Wigan Athletic   | Anglia | Championship | 31    | 0      |

## Kariera reprezentacyjna
W reprezentacji Namibii Nyambe zadebiutował 9 czerwca 2019 w wygranym 1:0 towarzyskim meczu z Ghaną, rozegranym w Dubaju. W tym samym roku został powołany do kadry na Puchar Narodów Afryki 2019. Wystąpił w nim w trzech meczach grupowych: z Marokiem (0:1), z Południową Afryką (0:1) i z Wybrzeżem Kości Słoniowej (1:4).
W 2024 roku Nyambe powołano do kadry na Puchar Narodów Afryki 2023. Rozegrał w nim dwa mecze: grupowe z Tunezją (1:0) i z Południową Afryką (0:4).